# Zar

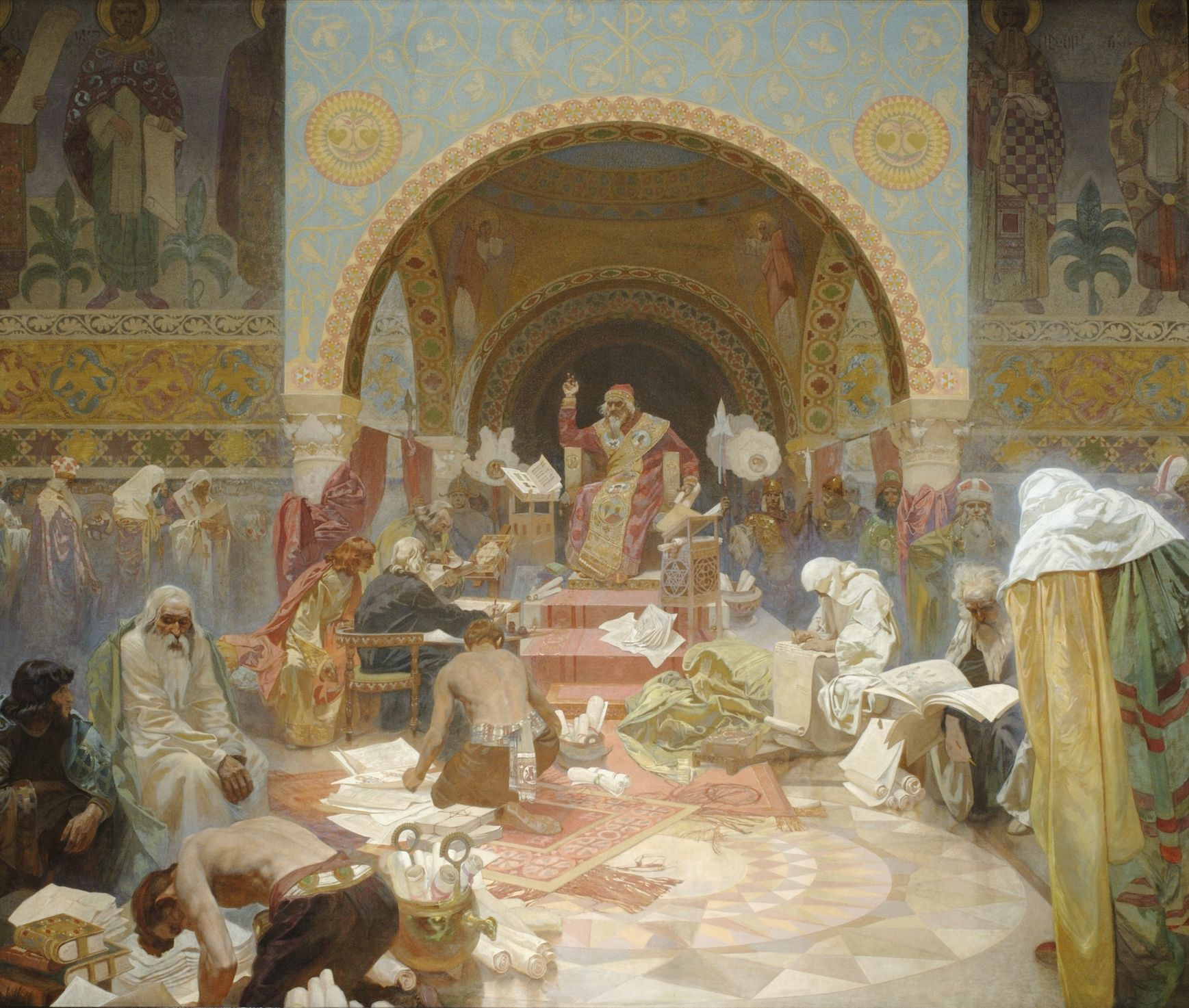
Simeón I de Bulgaria, el primer zar de Bulgaria y la primera persona que llevó el título de «zar»

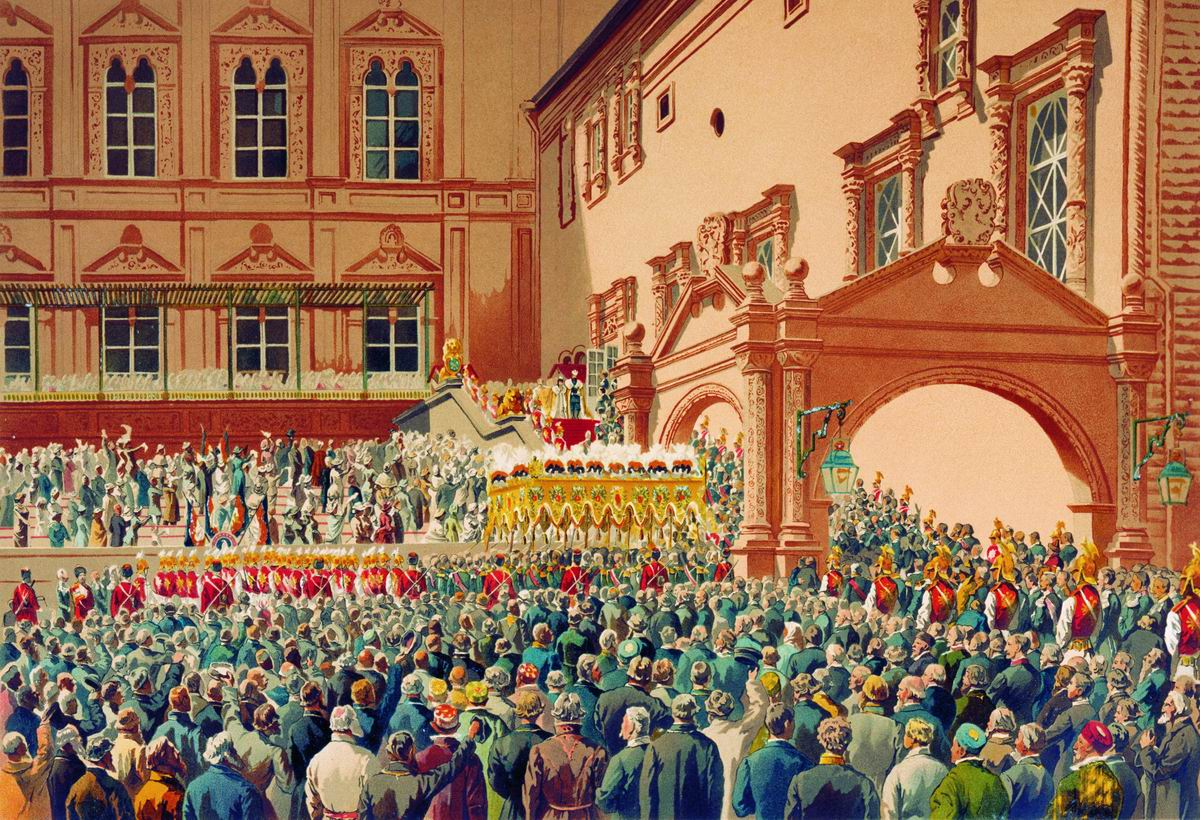
Recepción del zar de Rusia en el Kremlin de Moscú, por Ivan Makarov

Zar (en ruso царьⓘ, transliterado al alfabeto latino como tsar; en búlgaro, macedonio y serbocroata цар, car), que proviene del latín caesar, -ăris, en femenino zarina/zariza (царица, transliterado al alfabeto latino como tsaritsa; en serbocroata, carica), era el título usado por monarcas eslavos, por el Imperio búlgaro (913-1396) y el Reino de Bulgaria (1908-1946), por el Imperio ruso entre 1547 y 1917 (aunque desde 1721 la forma oficial fue la de emperador), pero también por dos gobernantes de Serbia (1346-1371). El primer gobernante en usar el título zar fue Simeón I el Grande, monarca búlgaro. La última persona hasta la fecha en tener el título de zar, y la única persona viva en la actualidad que ha tenido este título, es Simeón II de Bulgaria.
Como muchos otros títulos nobiliarios, se usa figurativamente en el habla normal para referirse a personas o instituciones que poseen gran poder y actúan como autócratas.

## Etimología
La palabra zar deriva del latín cesar, tomado del título de los emperadores romanos desde Octavio César Augusto (Augusto), que lo usó como sucesor y pariente de Cayo Julio César (Julio César). El equivalente griego de la palabra latina imperator era el título autokrator'. El término basileus era otro término para el mismo cargo, pero se utilizaba de forma diferente según se tratara de un contexto político contemporáneo o de un contexto histórico o bíblico.

## Zares de Bulgaria

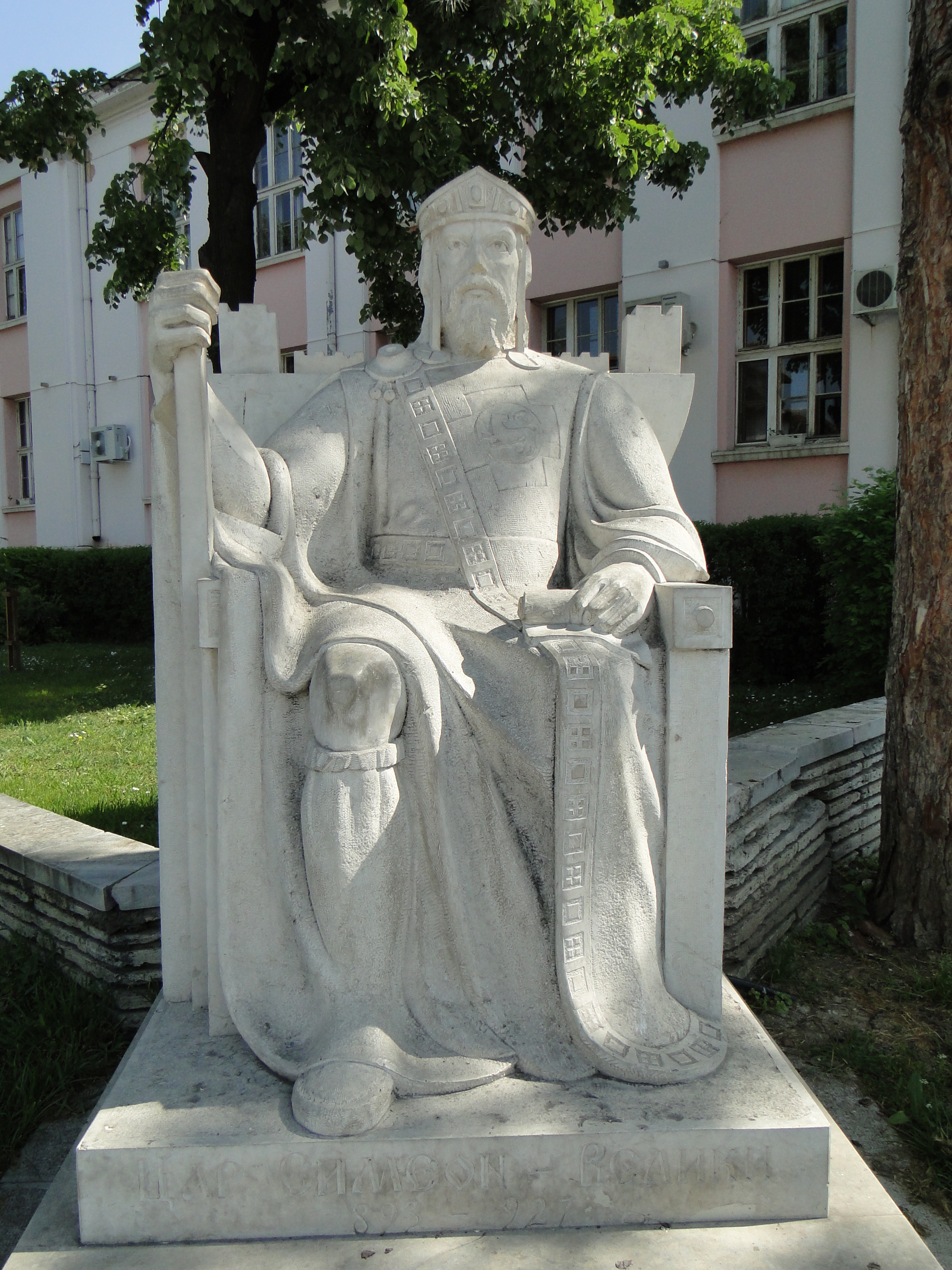
Un zar de Bulgaria

Los primeros gobernantes de Bulgaria utilizaron el título kan, después kniaz por un breve período y posteriormente zar.
El título de zar, la forma eslava del latín César, por primera vez en la historia fue adoptado y usado en Bulgaria por Simeón I el Grande, después de una victoria decisiva sobre el Imperio bizantino en 913. También fue utilizado por todos los sucesores de Simeón I hasta la caída del Imperio búlgaro bajo el dominio otomano en 1396. Después que Bulgaria obtuvo su autonomía de los otomanos en 1878, su primer monarca Alejandro I adoptó el título de kniaz. Sin embargo, cuando la verdadera independencia se proclamó con su sucesor Fernando en 1908, el título fue elevado a zar una vez más. El uso de zar continuó bajo Fernando y después bajo sus herederos Boris III y Simeón II hasta la abolición de la monarquía en 1946.
Mientras que el título de zar se traduce como «emperador» en el Primer y Segundo Imperio búlgaro, este se traduce como «rey» en la moderna Bulgaria.
En las pocas cartas reales medievales, los monarcas de Bulgaria se nombraban a sí mismos como «En Cristo Señor Fiel Emperador y Autócrata de todos los Búlgaros» o variaciones similares, a veces incluyendo «... y Romanos, Griegos, o Valacos».

## Zares de Serbia
El título de Zar fue usado en Serbia, pero solo dos gobernantes se lo arrogaron —Esteban Dushan y Esteban Uroš V— ambos en el siglo XIV por unos 25 años en total entre 1346 y 1371. El 16 de abril de 1346 Esteban Dušan fue coronado emperador en Skopie en una asamblea a la que asistieron el recién ordenado primer patriarca serbio, el patriarca de Bulgaria y el arzobispo de Ohrid. Su título imperial fue reconocido por el Imperio búlgaro y otros varios vecinos y socios comerciales, pero no por el Imperio bizantino.
Los demás monarcas medievales del territorio usaron el título de rey (краљ, kralj).
Algunos otros gobernantes serbios usaron también el título, pero sin que se les pueda considerar como tales:[¿Por qué?]
- Lazar de Serbia
- Jovan Nenad
- Esteban el Pequeño

Liberada del dominio otomano, Serbia volvió a ser un reino, pero su soberano no fue coronado como Zar; la fórmula de proclamación real fue : Po milosti Božjoj i volji narodnoj kralj Srbije («Por la gracia de Dios y la voluntad de la nación, Rey de Serbia»). Del mismo modo cuando, después de la Primera Guerra Mundial,la dinastía serbia amplió sus dominios a Croacia, Bosnia y Eslovenia tampoco se usó el título de Zar.

## Zares de Rusia

Escudo de armas del Imperio ruso.

El título de zar fue adoptado por primera vez en 1547 por Iván IV como símbolo del cambio de naturaleza del Principado de Moscú a Zarato moscovita.
En 1721, Pedro I adoptó el título de emperador del Imperio ruso (imperátor, pues los rusos se sentían herederos del Imperio bizantino) que desde entonces fue el oficial, aunque se siguió usando la forma de zar.
La extensión del Imperio ruso llevó al emperador a crear otros títulos de zar que usó junto al título de emperador:
- Se proclamó zar de Kazán, como heredero del Kanato de Kazán, cristianizando el título de Eurasia central.
- Otro título secundario del emperador fue el de zar de Siberia, a pesar de que nunca existiera tal reino antes (aunque existió un Kanato de Siberia de importancia secundaria).
- Se creó el reino vasallo de Georgia, donde los miembros de la antigua familia real, ahora sometida al emperador, siguieron gobernando como zares durante algunos años.
- Entre junio de 1815 y el 5 de noviembre de 1916, el emperador gobernó también sobre una parte de Polonia, el Zarato de Polonia, que nominalmente fue un reino aparte. Aunque el emperador se declaraba zar del territorio, también usó la fórmula król o rey de acuerdo a la tradición del país.

### Título completo de los monarcas rusos
El título completo de los emperadores rusos era: Божию Милостию, Император и Самодержец Всероссийский (Bózhiyu Mílostiyu, Imperátor i Samodérzhets Vserossíyski; «Por la Gracia del Señor, Emperador y Autócrata de toda Rusia»).
A esta forma le seguían la lista de territorios regidos por los zares, que la Constitución rusa de 1906 definía así:
Божію Поспѣшествующею Милостію МЫ, НИКОЛАЙ ВТОРЫЙ ИМПЕРАТОРЪ и САМОДЕРЖЕЦЪ ВСЕРОССІЙСКІЙ
Московский, Кіевскій, Владимірскій, Новгородскій,
Царь Казанскій, Царь Астраханскій, Царь Польскій, Царь Сибирскій, Царь Херсониса Таврическаго, Царь Грузинскій,
Государь Псковскій, и
Великій Князь Смоленскій, Литовскій, Волынскій, Подольскій и Финляндскій;
Князь Эстляндскій, Лифляндскій, Курляндскій и Семигальскій, Самогитскій, Бѣлостокский, Корельскій,
Тверскій, Югорскій, Пермскій, Вятскій, Болгарскій и иныхъ;
Государь и Великій Князь Новагорода низовскія земли, Черниговскій, Рязанскій, Полотскій,
Ростовскій, Ярославскій, Бѣлозерскій, Удорскій, Обдорскій, Кондійскій, Витебскій, Мстиславскій и
всея Сѣверныя страны Повелитель; и
Государь Иверскія, Карталинскія и Кабардинскія земли и области Арменскія;
Черкасскихъ и Горскихъ Князей и иныхъ Наслѣдный Государь и Обладатель;
Государь Туркестанскій;
Наслѣдникъ Норвежскій,
Герцогъ Шлезвигъ-Голстинскій, Стормарнскій, Дитмарсенскій и Ольденбургскій, и прочая, и прочая, и прочая.
Transliteración

Bózhiyu Pospeshéstvuyuscheyu Mílostiyu:
MY, NIKOLÁI VTORYI IMPERÁTOR i SAMODÉRZHETS VSEROSSÍYSKIY
Moskovskiy, Kíevskiy, Vladímirskiy, Novgoródskiy,
Tsar Kazanskiy, Tsar Astrajánskiy, Tsar Pol'skiy, Tsar Sibirskiy, Tsar Jersonesa Tavrícheskago, Tsar Gruzinskiy,
Gosudar' Pskovskiy, i Velikiy Knyaz' Smolenskiy, Litovskiy, Volynskiy, Podol'skiy i Finlyandskiy,
Knyaz' Estlyandskiy, Liflyandskiy, Kurlyandskiy i Semigal'skiy, Samogitskiy, Belostokskiy, Korel'skiy,
Tverskiy, Iugorskiy, Permskiy, Vyatskiy, Bolgarskiy i inyj,
Gosudar' i Velikiy Knyaz' Novagóroda nizovskiya zemlí, Chernígovskiy, Ryazanskiy, Pólotskiy,
Rostovskiy, Yarolslavskiy, Belozerskiy, Udorskiy, Obdorskiy, Kondiyskiy, Vítebskiy, Mstislavskiy i
vseya Sévernyia strany Povelítel', i
Gosudar' Iverskiya, Kartalinskiya i Kabardinskiya zemlí i óblasti Armenskiya,
Cherkásskij i Górskij Knyazéi i inyj Naslednyi Gosudar' i Obladátel,
Gosudar' Turkestanskiy, Naslédnik Norvezhskiy,
Guértsog Shlézvig-Golstinskiy, Stormarnskiy, Ditmarsenskiy i Ol'denburgskiy, i próchaya, i próchaya i próchaya.

#### Traducción
«El título de su majestad es como sigue: Nos, Nicolás, por la gracia de Dios, Emperador y Autócrata de Todas las Rusias, de Moscú, Kiev, Vladímir, Nóvgorod, Zar de Kazán, Zar de Astracán, Zar de Polonia, Zar de Siberia, Zar del Quersoneso Táurico, Zar de Georgia, Señor de Pskov, y Gran Duque de Smolensk, Lituania, Volinia, Podolia, y Finlandia, Príncipe de Estonia, Livonia, Curlandia y Semigalia, Samogitia, Białystok, Carelia, Tver, Yugra, Perm, Vyatka, Bulgaria, y otros territorios; Señor y Gran Duque de Nizhni Nóvgorod, Chernígov; Regente de Riazán, Pólatsk, Rostov, Yaroslavl, Belozersk, Udoria, Obdoria, Kondia, Vítebsk, Mstsislav, y otros territorios del norte; Regente de Iberia, Kartalinia, y las tierras de Kabardina y Armenia; Regente y Señor hereditario de los circasianos y otros; Señor de Turquestán, Heredero de Noruega, Duque de Schleswig-Holstein, Stormarn, Dithmarschen, Oldemburgo, y así sucesivamente y así sucesivamente y así sucesivamente».

### Títulos de la familia imperial rusa
- Zarina (царица, literalmente tsaritsa): femenino de zar, fue usado tanto por la consorte del emperador como por la propia emperatriz, si ésta era mujer (como Catalina I). Como con el título de zar, a partir de 1741 la forma oficial fue emperatriz (Императрица imperatritsa).
- Zarévich (Цесаре́вич, literalmente tsesarévich) (en ruso, es el patrónimo que significa «hijo del zar») era el término usado para el heredero. La forma protocolaria completa era heredero zarévich (Naslédnik Tsesarévich, Наследник Цесаревич), aunque coloquialmente se reducía a «el Heredero» (Naslédnik). Nótese que el término Царевич, aunque también usualmente traducido por zarévich, era usado para todos los hijos, que tenían el rango de Gran príncipe (Veliki kniaz Великий князь).
- Zarevna (Цесаре́вна, literalmente tsesarevna o царе́вна, literalmente tsarevna) era el título de una hija o nieta del zar o zarina. Tras proclamarse emperador el zar Pedro I de Rusia, el título zarevna se convirtió en velíkaya kniaguinya (великая княгиня, versión femenina del título veliki kniaz), o «gran duquesa» o gran princesa.

### Lista de zares

#### Zares deZarato ruso(1547-1721)
- Iván IV (Iván el Terrible) (1547-1584)
- Simeón Bekbulátovich (1575-1576) (con el título de gran príncipe de todas las Rusias, gobernante ficticio designado y dirigido por Iván)
- Teodoro I (1584-1598), último de la Dinastía Rúrika
- Borís Godunov (1598-1605)
- Teodoro II (1605)
- Dimitri I (1605-1606)
- Basilio IV (1606-1610)
- Ladislao IV de Polonia (1610-1613; en 1634 oficialmente terminó sus demandas)
- Miguel I (Miguel III de Rusia) (1613-1645), el primer Románov
- Alejo I (1645-1676)
- Teodoro III (1676-1682)
- Sofía, regente (1682-1689)
- Iván V (1682-1696) (soberano mutuo con Pedro I)
- Pedro I (1682-1721) (soberano mutuo con Iván V)

#### Emperadores delImperio ruso, 1721-1917
- Pedro I (1721-1725)
- Catalina I (1725-1727)
- Pedro II (1727-1730)
- Ana (1730-1740)
- Iván VI (1740-1741)
- Isabel I (1741-1762)
- Pedro III (1762)
- Catalina II (1762-1796)
- Pablo I (1796-1801)
- Alejandro I (1801-1825)
- Nicolás I (1825-1855)
- Alejandro II (1855-1881)
- Alejandro III (1881-1894)
- Nicolás II (1894-1917)

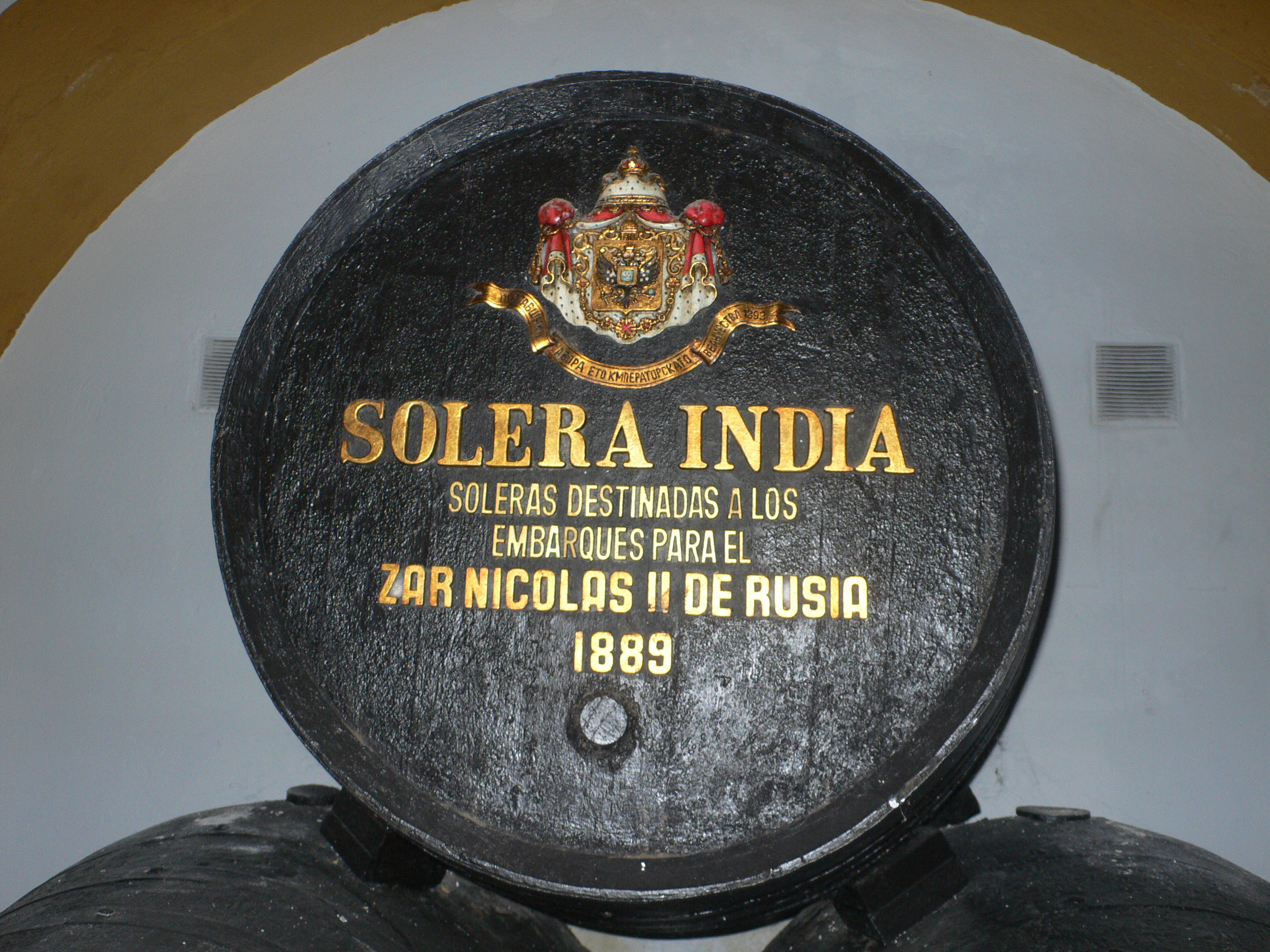
Barrica para envejecer jerez para el zar Nicolás II de Rusia en las bodegas de Osborne.

Los zares rusos eran y se proclamaban "autócratas", es decir, dueños de todo el poder político y económico,  Protectores de la Ortodoxia, la confesión ortodoxa rusa. Eran, por ello, emperadores, reunían el poder absoluto en Rusia hasta la adopción de la primera constitución, la Constitución rusa de 1906, y la consiguiente creación de la Duma Imperial de Rusia.
El zarismo fue la forma de gobierno que adoptaron el Principado de Moscovia (Великое княжество Московское), el Zarato ruso (Русское царство) y luego el Imperio ruso (Российская империя) o Rusia (Россия, llamada así desde el reinado del Pedro I de Rusia).

### Zares vasallos

#### EnGeorgia
Tras el establecimiento del protectorado ruso sobre Georgia en el siglo XIX el emperador ruso le reconoció a su vasallo georgiano los siguientes títulos:
- Para él: el «príncipe y soberano hereditario» hasta la anexión, usó la siguiente forma: El Serenísimo Zar (nombre), por la Gracia de Nuestro Señor, Zar de Kartli, Zar de Kajetia, Príncipe Hereditario de Samtsjé-Saatabago, Príncipe regente de Kazán, Borchalo, Shamshadilo, Kak, Shaki, y Shirvan, Príncipe y Señor de Ganja y Ereván, aunque esta forma protocolaria típicamente rusa no tuvo mucho éxito. Se siguieron usando las formas antiguas de el Mepe-Umaglesi su alteza real nombre, Por la Gracia del Señor, Mepe-Mepeta de los abjasios, kartvelianos, ranianos, kajetianos y los armenios, Shirvanshah y Shahanshah y Señor del este y el oeste (donde Mepe-Mepeta es una forma georgiana de decir «Rey de reyes», y Shirvanshah y Shahanshah son títulos de origen persa).
- Para sus hijos, incluido el heredero: Zarévich (nombre patronímico, es decir, patrónimo) Gruzinski.